# اتفاق لوساكا لوقف إطلاق النار

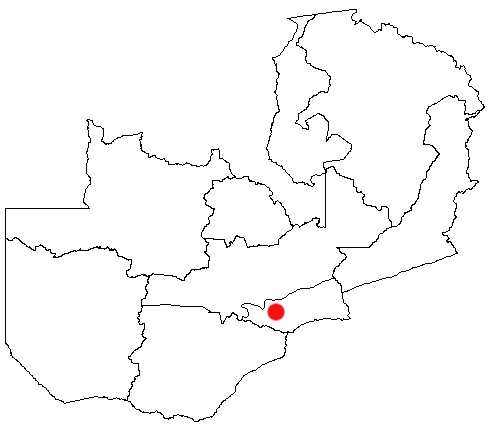
لوساكا، زامبيا

حاول اتفاق لُوساكا لوقفِ إطلاقِ النار إنهاء حرب الكونغو الثانية من خلالِ وقفِ إطلاق النار، والإفراجِ عن أسرى الحرب، ونشر قوة حفظ سلام دولية تحت رعايةِ الأُمم المُتحدة. وَقَعَ رُؤساء دولِ (أنغولا، جمهورية الكونغو الديمقراطية، ناميبيا، رواندا،أوغندا،زامبيا وزيمبابوي) الاتفاقِ في لوساكِا- زامبيا في 10 يوليو 1999.

## التفاوض
التقى مُمثلون عن جماعةِ تَنميةِ الجنوب الأِفريقي ومنظمةِ الوِحدة الإفريقية والأممِ الُمُتحدة في (لوساكا) وصاغوا اتفاقية لوقفِ إطلاق النار في الفترةِ من 21-27 يونيو 1999. ثُم إجتمع وَزيرا الِدفاعِ والخارجيةِ لطرفيِ النِزاع في الفترةِ من 29 يونيو إلى يوليو 7 لمُناقشةِ الاتفاق.
لًعِبَ الرئيسَ الزامبي «فريدريك تشيلوبا» دَورًا رئيسيًا في توقيعِ الإتفاقية بصفتِه رَئيسًا للمُبادرةِ الإقليميةِ للسَلامِ في جمهوريةِ الكُونغو الديمُقراطية.

## شُروط المُعاهدة
اتًفًقً الطًرفان على وقفِ جَميع العملياتِ العسكريةِ في غُضونِ 24 ساعة من توقيعِ الإتفاقيةِ في المادةِ الأولى، البند 2، القسم ج، وتَحظِر المادة الأوُلى المزيدَ من الحركةِ العسكريةِ أو نَقل الأسلحةِ إلى ساحِة المَعركِة ودَعِتَ جميع الأممِ إلى احترامِ حقوقِ الإنسان وحمايةِ المدنيين. وأفرَجِت المادة الثَالثة عن جميعِ أسَرى الحرب في البندِ 8 وأعطِت الصليبُ الأحمُر الدوليِ مُهمة مُساعدة الجَرحى في البندِ 9. وطًلب البند 11 نِشر قُوة حِفظ سلامِ تابعة للأُمم المُتحدة وِفقًا للفصلِ السابعِ من ميثاقِ الأمم المتحدة. كَما طلبت الوثيقة من مُنظمةِ الوِحدة الأفريقية إنشاء قُوة حِفظ سَلام مُؤقِتة لُمحارِبة الجماعاتِ المُسلحة حتى وصولِ قُوة الأُمم المُتحدة.

## التَنفيذ
أصدِر الأمينَ العام للأُمَم المُتِحِدة تقريرًاً يُوصِيٍ فيه بنشرِ بِعثة مُراقبة في جمهوريةِ الكُونغو الديمُقراطية في 15 يوليو 1999. وأَعلنِتَ وِزارةَ الخارِجية الأمرِيكية دِعمَها لِبعثةِ سِلام في 23 يوليو، ووَقِعت حَركةَ تِحرير الكونغو الإتفاقِ في 1 أغسطس. وبِعدَ أيام أصِدر مَجلسَ الأمِن التابعِ للأًمَم المُتِحدةَ القِرار 1258 الذي يَنشُر أفراد الإتصال العَسكِري في عواصمِ الدول المُوَقِعة على إتفاقِ وِقِفِ إطلاق النار وإنشاءِ لِجنةَ عِسكرية مُشتِركة للإشرافِ على تنفيذهِ. ووَقعت مَجموعة المُتِمرِدين من «الَتجمُعِ من أجلِ الديمقراطيةِ الكُونغُوليةِ» الإتفاقية في 31 أغسطس. أنشِأ مَجلس الأمن بِعثة الأُمَم المُتحدة في جمهوريةِ الكوُنغو الدِيمقراطية لتحقيق الاستقرار (مونوك) بمُوجبِ القرارِ 1273 الصادر في 5 نوفمبر حتى 15 يناير 2000، وقرار ِ1279 الذي تِم تَمرِيره في 30 نوفمبر مَدَد التَفويضَ إلى 1 مارس2000.